# جين كيركباتريك (كاتبة)
جين كيركباتريك (بالإنجليزية: Jane Kirkpatrick)‏ (1946)؛ روائية أمريكية. درست في جامعة ويسكونسن–ملواكي.